# Pei Wenzhong

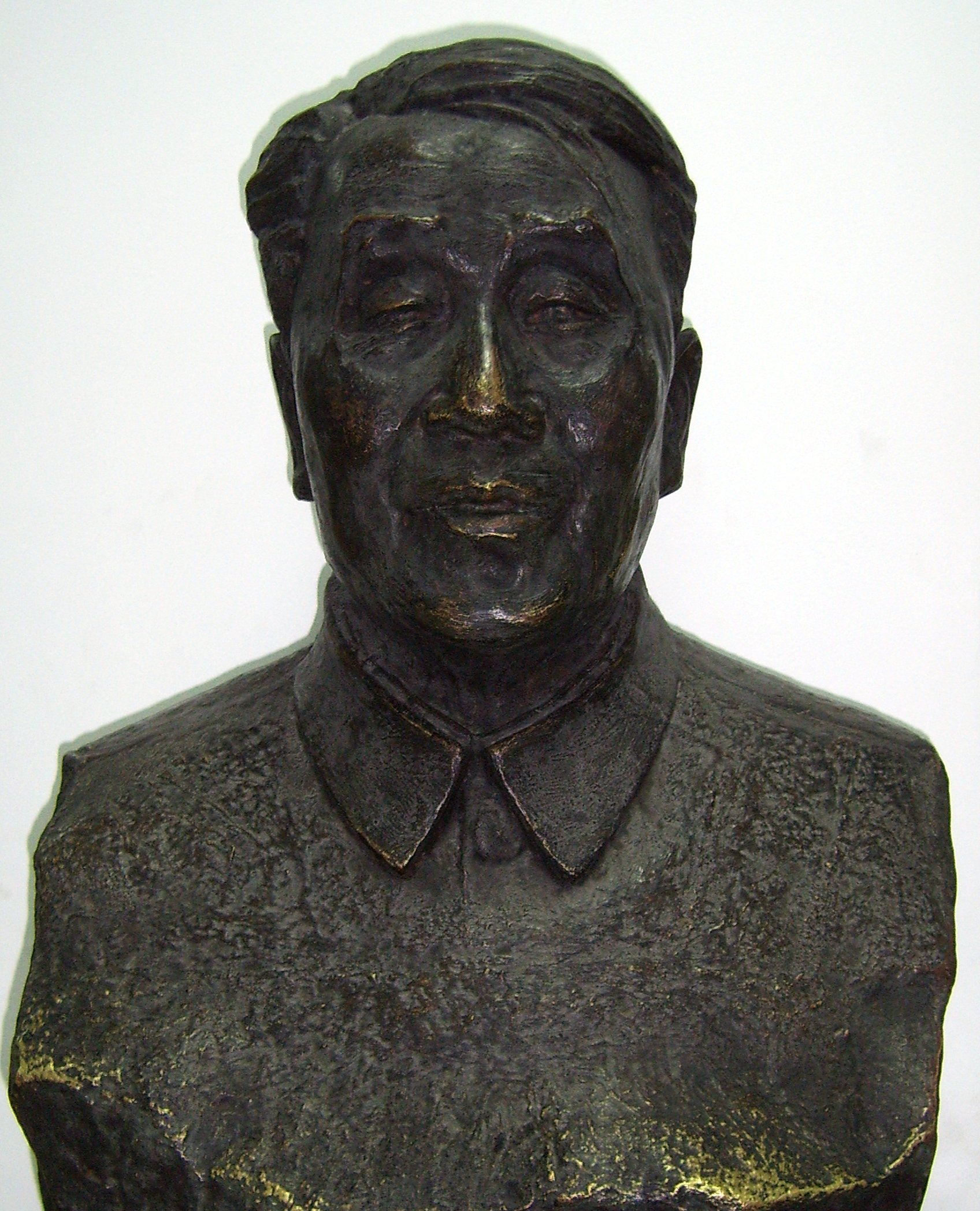
Büste von Pei Wenzhong

Pei Wenzhong (chinesisch 裴文中, W.-G. Pei Wen-chung), gelegentlich auch Wen-chung P’ei, anglisiert W. C. Pei (* 5. März 1904 in Fengnan, Provinz Hebei; † 18. September 1982) war ein chinesischer Paläontologe, Archäologe und Anthropologe. Bekannt ist er vor allem für die Entdeckung des Shandingdong-Menschen (Upper Cave Man). Er gilt als der Gründervater der chinesischen Anthropologie.

## Leben
Pei Wenzhong studierte ab 1921 an der Peking-Universität mit dem Schwerpunkt Paläontologie und graduierte dort 1928 im Fachgebiet Geologie. Danach wechselte er zum China Geological Survey wo er an den Ausgrabungen des Peking-Menschen in Zhoukoudian teilnahm. Im Jahr 1929 wurde er neben Davidson Black zum offiziellen Direktor der Ausgrabungen ernannt.
Die Bedingungen in Zhoukoudian waren rau, statt Fahrzeugen standen beispielsweise nur Maultiere zur Verfügung. Nachdem bereits 1921 von Otto Zdansky ein erster homininer Zahn entdeckt worden war, wurde am  4. Dezember 1929 um 4 Uhr nachmittags von Pei das erste Schädelfragment geborgen, „arbeitend in einer 40 Meter tiefen Felsspalte, bei schlechter Witterung, mit einem Hammer in der einen und einer Kerze in der anderen Hand.“
Zwischen 1933 und 1934 arbeitete Pei in der Upper Cave, einer Höhle auf dem Gipfel des Berges Lónggǔshān 龙骨山 („Drachenknochenberg“) und war Direktor des Büros des China Geological Survey in Zhoukoudian. Er verließ die Ausgrabungen 1935 und ging an die Sorbonne in Paris. Sein Nachfolger in Zhoukoudian wurde Jia Lanpo.
Im Jahr 1937 kehrte er kurz vor ihrem abrupten Ende, durch die japanische Invasion, zu den Ausgrabungen  zurück.
Nach Zhoukoudian arbeitete Pei an vielen anderen Ausgrabungen wie denen in Djalainor oder Gansu. Im Jahr 1955 wurde er in die Chinesische Akademie der Wissenschaften aufgenommen und wurde der zweite Leiter des Naturhistorisches Museums in Peking. Bis zus einem Tod arbeitete er dann am Institut für Paläontologie und Paläoanthropologie der Chinesischen Akademie der Wissenschaften.
Seine Asche wurde in Zhoukoudian zwischen den Überresten seiner Kollegen Yang Zhongjian und Jia Lanpo beigesetzt.

## Belege
1. ↑  K. C. Chang: Obituary W. C. Pei (1904–1982). In: American Anthropologist. Band 86, 1984, S. 115–118 (englisch, abstract).
2. ↑  Josef Kleibl: Cesta za Adamem. 2. Auflage. Albatros, Prag 1978 (tschechisch).
3. ↑  Sheila Melvin: Archaeology: Peking Man, still missing and missed. In: International Herald Tribune. 11. Oktober 2005 (online [abgerufen am 20. November 2008]).
4. ↑  Fresh Hope that Peking Man May Be Recovered. In: From the People's Daily. 3. November 2003 (online [abgerufen am 20. November 2008]).

| Personendaten    | Personendaten                                          |
| ---------------- | ------------------------------------------------------ |
| NAME             | Pei, Wenzhong                                          |
| ALTERNATIVNAMEN  | 裴文中 (chinesisch); Pei, W. C. (englisch)             |
| KURZBESCHREIBUNG | chinesischer Paläontologe, Archäologe und Anthropologe |
| GEBURTSDATUM     | 5. März 1904                                           |
| GEBURTSORT       | Fengnan, Provinz Hebei                                 |
| STERBEDATUM      | 18. September 1982                                     |